# Cneoranidea
Cneoranidea es un género de escarabajos de la familia Chrysomelidae.
El género fue descrito inicialmente en 1942 por Chen. Contiene las siguientes especies:
- Cneoranidea coryli Chen & Jiang, 1984
- Cneoranidea flammea Yang, 1993
- Cneoranidea hirta Yang, 1991
- Cneoranidea maculata Kimoto, 1989
- Cneoranidea melanocephala Yang in Li, Zhang & Xiang, 1997
- Cneoranidea parasinica Zhang & Yang, 2005
- Cneoranidea signatipes Chen, 1942
- Cneoranidea sinica Yang, 1991
- Cneoranidea wuyiensis Yang & Wang in Wang & Wu, 1998